# Bert Johnston
Herbert Arthur Johnston, detto Bert (Dulwich, 16 aprile 1902 – Harold Wood, 5 aprile 1967), è stato un mezzofondista britannico.

## Palmarès
- Giochi olimpici

Parigi 1924: argento nei 3000 metri a squadre.